# Stolní tenis na Letních olympijských hrách 2012
Soutěže ve stolním tenise na Letních olympijských hrách 2012 se konaly v Londýně.
V soutěžích ve stolním tenise zcela dominovali reprezentanti Číny, kteří získali všechny zlaté medaile.

## Přehled medailí
| Pořadí | Země        | Zlato | Stříbro | Bronz | Celkově |
| ------ | ----------- | ----- | ------- | ----- | ------- |
| 1.     | Čína        | 4     | 2       | 0     | 6       |
| 2.     | Japonsko    | 0     | 1       | 0     | 1       |
| 2.     | Jižní Korea | 0     | 1       | 0     | 1       |
| 4.     | Německo     | 0     | 0       | 2     | 2       |
| 4.     | Singapur    | 0     | 0       | 2     | 2       |
| Celkem | Celkem      | 4     | 4       | 4     | 12      |

## Medailisté
| Dvouhra muži  | Čang Ťi-kche · Čína (CHN)                       | Wang Chao · Čína (CHN)                                         | Dimitrij Ovtcharov · Německo (GER)                              |  |  |  |
| Družstva muži | Čína (CHN) · Wang Chao · Čang Ťi-kche · Ma Lung | Jižní Korea (KOR) · Oh Sang-Eun · Ču Se-hjok · Ryu Seung-Min   | Německo (GER) · Timo Boll · Dimitrij Ovtcharov · Bastian Steger |  |  |  |
|               |                                                 |                                                                |                                                                 |  |  |  |
| Dvouhra žen   | Li Siao-sia · Čína (CHN)                        | Ting Ning · Čína (CHN)                                         | Feng Tianwei · Singapur (SIN)                                   |  |  |  |
| Družstva žen  | Čína (CHN) · Ting Ning · Li Siao-sia · Kuo Jüe  | Japonsko (JPN) · Ai Fukuhara · Sayaka Hirano · Kasumi Ishikawa | Singapur (SIN) · Li Jiawei · Feng Tianwei · Wang Yuegu          |  |  |  |